# Hey! (Paola & Chiara)
Hey! è un singolo del duo musicale italiano Paola & Chiara, pubblicato il 13 settembre 2002 come secondo estratto dal quarto album in studio Festival.

## Descrizione
Scritta e prodotta dalle stesse cantanti, il brano, uscito come singolo in Italia nell'autunno del 2002, costituisce la prima traccia dell'album.
Hey! è stata tradotta anche in lingua spagnola con il titolo Entre tus brazos.

## Video musicale
Il videoclip è stato diretto da Luca Tommassini, e vede la partecipazione di Salvatore Angelucci e Marcelo Fuentes, personaggi della trasmissione Uomini e donne, all'epoca ancora sconosciuti. Nel video della canzone le due sorelle assumono le vesti di due donne-torero, in un'ambientazione gotico-latina.

## Tracce
CD maxi singolo
1. Hey! – 3:28
2. Beautiful Maria of My Soul (Bella Maria de mi alma)  4:22
3. Hey! (Emilio "The King" Alvarez Remix) – 3:27
4. Festival (Video)

## Formazione
- Paola Iezzi – voce
- Chiara Iezzi – voce
- Roberto Baldi, Michele Monestiroli – tastiere, programmazione
- Francisco Grant, Hugh Burns – chitarre acustiche

## Classifiche
| Classifica (2002-03) | Posizione massima |
| -------------------- | ----------------- |
| Italia               | 21                |
| Romania              | 82                |

## Altre versioni
Il brano viene nuovamente inciso nel 2023 in collaborazione con Jovanotti e incluso nella raccolta discografica del duo Per sempre.